# Szepesi Szidi
Polgár Béláné Szepesi Szidi, született Stupniczky Szidónia Klotilda (Kassa, 1870. május 1. – Szepesváralja, 1921. december 4.) színésznő, zenetanár. 

## Életútja
Stupniczky József (Stupnicki) és Berger Mária leányaként született. A tanítóképzőt Budapesten végezte. Ezzel egyidejűleg mint Erkel Ferenc növendéke zenetanulmányokat folytatott a Zeneakadémián. Tanulmányai végeztével Szepesi Szidi néven a Buda-temesvári társulat opera-koloratúr énekesnője lett. Színpadra lépett 1890-ben Makó Lajosnál, első fellépése Temesváron a Jonathan Henriette szerepében volt, meleg siker mellett. Énekelte még Troubadour Leonora, a Cigánybáró Saffi és Cipra és a Hoffmann meséi hármas szerepét. Egy év után, 1905. augusztus 26-án Budapesten, a Terézvárosban Polgár Béla színigazgató felesége lett és ez időtől fogva férje társulatánál működött. 1910-ben, férje halála után otthagyta a színi pályát, Budapestre ment és zenetanári oklevele értékesítésével zene- és énekpedagógiával kezdett foglalkozni. 1914-ben zeneiskolát nyitott, amely igen szép eredményekre tekinthet vissza. Zenepedagógiája egészen egyedülálló. Kockajátékot talált fel, amellyel a 4—6 éves gyermek, óvodaszerűen játszva, mesélve tanulja meg a hangjegyeket és azután a hangszert. Énekpedagógiája Pauli metódusán alapszik, amit azonban saját évtizedes praxisa alapján modernizált. Készültségét eredményei állapítják meg. Müller László, aki Londonban aratta sikereit, Hollay Béla, Illa Mary stb. mind az ő keze alól kerültek ki. Nyugdíjba ment 1915. március 3-án. 1919. május 8-án Budapesten, az Erzsébetvárosban házasságot kötött Deutsch Gyula magántisztviselővel.